# Liste des titres musicaux numéro un en France en 1960
Cette page liste les singles classés n°1 des ventes de disques en France durant l'année 1960.

## Classement des singles
| Semaine | Date de sortie | Artiste                      | Titre                |
| ------- | -------------- | ---------------------------- | -------------------- |
| 1       | 2 janvier      | Edith Piaf                   | Milord               |
| 2       | 9 janvier      | Edith Piaf                   | Milord               |
| 3       | 16 janvier     | Edith Piaf                   | Milord               |
| 4       | 23 janvier     | Edith Piaf                   | Milord               |
| 5       | 30 janvier     | Edith Piaf                   | Milord               |
| 6       | 6 février      | Edith Piaf                   | Milord               |
| 7       | 13 février     | Edith Piaf                   | Milord               |
| 8       | 20 février     | Edith Piaf                   | Milord               |
| 9       | 27 février     | Edith Piaf                   | Milord               |
| 10      | 5 mars         | Edith Piaf                   | Milord               |
| 11      | 12 mars        | Edith Piaf                   | Milord               |
| 12      | 19 mars        | Edith Piaf                   | Milord               |
| 13      | 26 mars        | Edith Piaf                   | Milord               |
| 14      | 2 avril        | Edith Piaf                   | Milord               |
| 15      | 9 avril        | Edith Piaf                   | Milord               |
| 16      | 16 avril       | Edith Piaf                   | Milord               |
| 17      | 23 avril       | Marcel Amont                 | Bleu, blanc, blond   |
| 18      | 30 avril       | Marcel Amont                 | Bleu, blanc, blond   |
| 19      | 7 mai          | Marcel Amont                 | Bleu, blanc, blond   |
| 20      | 14 mai         | Marcel Amont                 | Bleu, blanc, blond   |
| 21      | 21 mai         | Marcel Amont                 | Bleu, blanc, blond   |
| 22      | 28 mai         | Marcel Amont                 | Bleu, blanc, blond   |
| 23      | 4 juin         | Marcel Amont                 | Bleu, blanc, blond   |
| 24      | 11 juin        | Marcel Amont                 | Bleu, blanc, blond   |
| 25      | 18 juin        | Marcel Amont                 | Bleu, blanc, blond   |
| 26      | 25 juin        | Marcel Amont                 | Bleu, blanc, blond   |
| 27      | 2 juillet      | Marcel Amont                 | Bleu, blanc, blond   |
| 28      | 9 juillet      | Marcel Amont                 | Bleu, blanc, blond   |
| 29      | 16 juillet     | Dalida                       | Les Enfants du Pirée |
| 30      | 23 juillet     | Dalida                       | Les Enfants du Pirée |
| 31      | 30 juillet     | Les Compagnons de la chanson | L'Arlequin de Tolède |
| 32      | 8 août         | Les Compagnons de la chanson | L'Arlequin de Tolède |
| 33      | 15 août        | Les Compagnons de la chanson | L'Arlequin de Tolède |
| 34      | 22 août        | Les Compagnons de la chanson | L'Arlequin de Tolède |
| 35      | 29 août        | Les Compagnons de la chanson | L'Arlequin de Tolède |
| 36      | 3 septembre    | Les Compagnons de la chanson | L'Arlequin de Tolède |
| 37      | 10 septembre   | Les Compagnons de la chanson | L'Arlequin de Tolède |
| 38      | 17 septembre   | Les Compagnons de la chanson | L'Arlequin de Tolède |
| 39      | 24 septembre   | Les Compagnons de la chanson | L'Arlequin de Tolède |
| 40      | 1er octobre    | Les Compagnons de la chanson | L'Arlequin de Tolède |
| 41      | 8 octobre      | Les Compagnons de la chanson | L'Arlequin de Tolède |
| 42      | 15 octobre     | Les Compagnons de la chanson | L'Arlequin de Tolède |
| 43      | 22 octobre     | Les Compagnons de la chanson | L'Arlequin de Tolède |
| 44      | 29 octobre     | Les Compagnons de la chanson | L'Arlequin de Tolède |
| 45      | 5 novembre     | Les Compagnons de la chanson | L'Arlequin de Tolède |
| 46      | 12 novembre    | Les Compagnons de la chanson | L'Arlequin de Tolède |
| 47      | 19 novembre    | Les Compagnons de la chanson | L'Arlequin de Tolède |
| 48      | 26 novembre    | Les Compagnons de la chanson | L'Arlequin de Tolède |
| 49      | 3 décembre     | Les Compagnons de la chanson | L'Arlequin de Tolède |
| 50      | 10 décembre    | Les Compagnons de la chanson | L'Arlequin de Tolède |
| 51      | 17 décembre    | Les Compagnons de la chanson | L'Arlequin de Tolède |
| 52      | 24 décembre    | Johnny Hallyday              | Souvenirs, Souvenirs |
| 53      | 31 décembre    | Johnny Hallyday              | Souvenirs, Souvenirs |